# 玉城正富
玉城 正富（たましろ まさとみ、1954年3月26日 - ）は、兵庫県出身の元プロ野球選手（内野手）。

## 来歴・人物
育英高等学校から大東文化大学に進学。荒削りながら長打があり、外野も守る選手だった。
1975年オフにドラフト外で阪神タイガースに入団。一軍公式戦の出場はなく、在籍1年で現役を引退した。

## 詳細情報

### 年度別打撃成績
- 一軍公式戦出場無し

### 背番号
- 50 （1976年）